# Parafreutreta pondoensis
Parafreutreta pondoensis är en tvåvingeart som beskrevs av Munro 1939. Parafreutreta pondoensis ingår i släktet Parafreutreta och familjen borrflugor. Inga underarter finns listade i Catalogue of Life.